# Wickendorf (Teuschnitz)

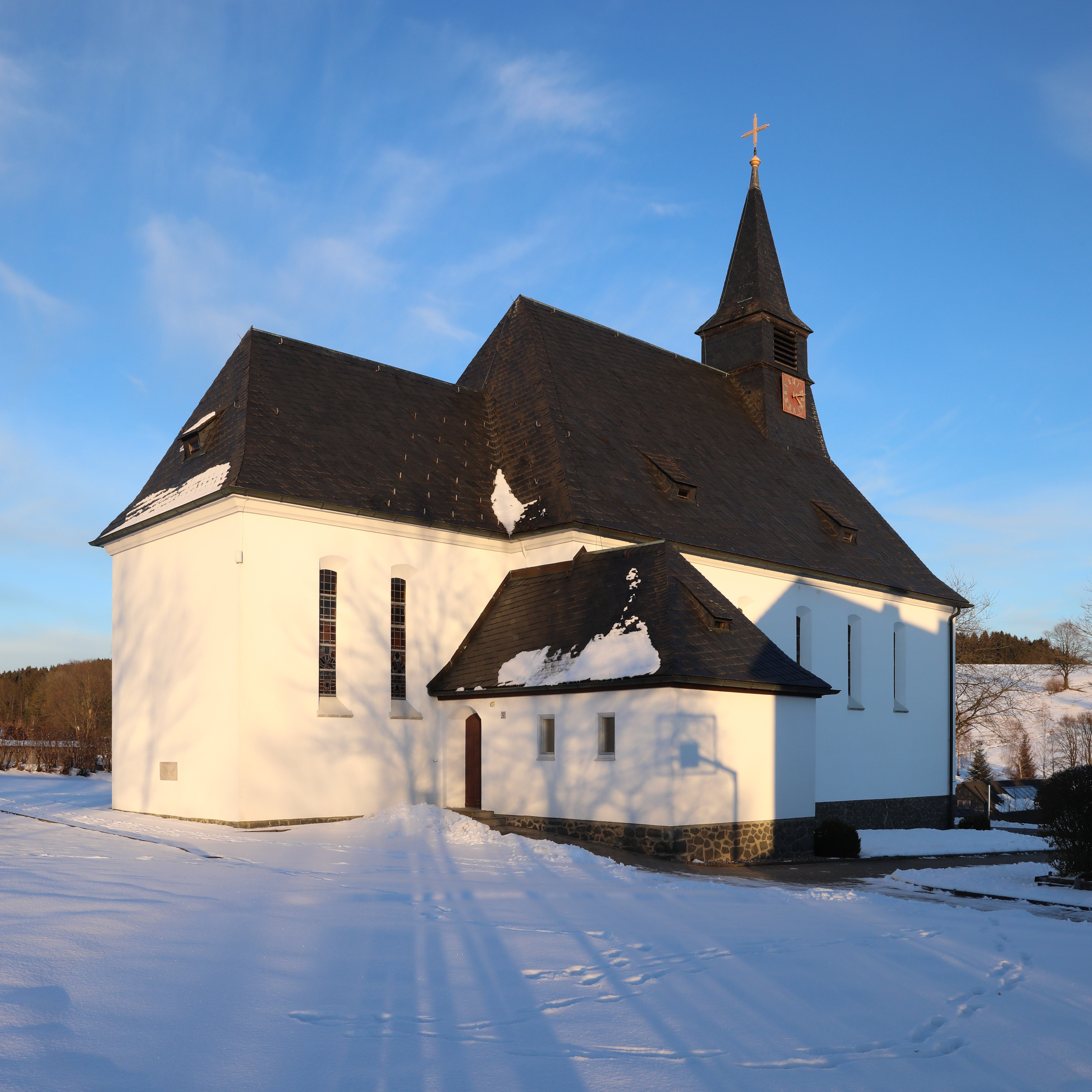
Katholische Kuratie Rosenkranzkönigin

Wickendorf ist ein Gemeindeteil der Stadt Teuschnitz im oberfränkischen Landkreis Kronach in Bayern.

## Geographie
Das Dorf ist eine ländlich strukturierte Ortschaft, die im Naturpark Frankenwald in einer Talsenke liegt. Durch Wickendorf fließt die Teuschnitz, die bei Wilhelmsthal-Gifting in die Kremnitz mündet. Eine Gemeindeverbindungsstraße führt an der Wiesenmühle vorbei zur Staatsstraße 2198 bei Teuschnitz (1,3 km nördlich) bzw. zur Kreisstraße KC 17 (1 km nordwestlich). Durch den Ort verläuft der Fränkische Marienweg.

## Geschichte
Im Jahr 1187 schenkte der Bamberger Bischof Ottos II. die „Oedung Tuschice“ im Umkreis Teuschnitz dem Kloster Langheim. Die Erstnennung von Wickendorf war am 18. Juli 1361. Nachdem das Kloster in wirtschaftliche Schwierigkeiten geraten war, verkaufte es 1388 seine Besitzungen im Frankenwald mit Wickendorf an das Hochstift Bamberg.
Wickendorf bildete mit der Einöde Rauschenhof eine Realgemeinde. Gegen Ende des 18. Jahrhunderts gab es in Wickendorf 48 Anwesen (8 Dorfgüter, 7 Dreivierteldorfgüter, 11 halbe Dorfgüter, 4 Vierteldorfgüter, 14 Tropfhäuser, 2 halbe Tropfhäuser, 1 Haus, 1 Einödgehöft). Das Hochgericht übte das bambergische Centamt Teuschnitz aus. Die Dorf- und Gemeindeherrschaft sowie die Grundherrschaft hatte das Kastenamt Teuschnitz inne. Neben den Anwesen gab es noch eine Kirche und ein Gemeindebräuhaus, außerdem noch ein Halbgut und zwei Rutengüter, die unbewohnt waren.
Infolge der Säkularisation kam der Ort 1803 zu Bayern. Mit dem Gemeindeedikt wurde Wickendorf dem 1808 gebildeten Steuerdistrikt Teuschnitz zugewiesen. Mit dem Zweiten Gemeindeedikt (1818) entstand die Ruralgemeinde Wickendorf, zu der Rauschenhof gehörte. Sie war in Verwaltung und Gerichtsbarkeit dem Landgericht Teuschnitz zugeordnet und in der Finanzverwaltung dem Rentamt Rothenkirchen (1919 in Finanzamt Rothenkirchen umbenannt). 1837 wurde Wickendorf dem Landgericht Ludwigsstadt überwiesen. Von 1862 bis 1880 und von 1888 bis 1931 gehörte Wickendorf zum Bezirksamt Teuschnitz, von 1880 bis 1888 und ab 1931 zum Bezirksamt Kronach (1939 in Landkreis Kronach umbenannt). Die Gerichtsbarkeit blieb beim Landgericht Ludwigsstadt (1879 in Amtsgericht Ludwigsstadt umbenannt, das 1956 zu einer Zweigstelle des Amtsgerichts Kronach wurde). Die Finanzverwaltung übernahm 1929 das Finanzamt Kronach. Die Gemeinde hatte ursprünglich eine Fläche von 8,985 km², die sich durch die Eingemeindung von Rauschenberg auf 9,036 km² vergrößerte.
Nach dem Ersten Weltkrieg gab es zwölf Gefallene und drei Vermisste.
Am 1. Januar 1978 wurde Wickendorf im Zuge der Gebietsreform in Bayern nach Teuschnitz eingemeindet.

### Baudenkmäler
- Dorfplatz 2: Ehemaliges Schulhaus
- Wegkapelle St. Martin
- Bildstock in der Austraße und  Bildstock am Wiesenweg

### Einwohnerentwicklung
Gemeinde Wickendorf
| Jahr | Einwohner | Häuser | Quelle |
| ---- | --------- | ------ | ------ |
| 1840 | 333       |        | [ 12 ] |
| 1852 | 336       |        | [ 12 ] |
| 1855 | 337       |        | [ 12 ] |
| 1861 | 327       |        | [ 13 ] |
| 1867 | 337       |        | [ 14 ] |
| 1871 | 370       | 60     | [ 15 ] |
| 1875 | 355       |        | [ 16 ] |
| 1880 | 361       |        | [ 17 ] |
| 1885 | 353       | 66     | [ 18 ] |
| 1890 | 314       | 65     | [ 19 ] |
| 1895 | 342       |        | [ 12 ] |
| 1900 | 335       | 62     | [ 20 ] |

| Jahr | Einwohner | Häuser | Quelle |
| ---- | --------- | ------ | ------ |
| 1905 | 345       |        | [ 12 ] |
| 1910 | 389       |        | [ 21 ] |
| 1919 | 405       |        | [ 12 ] |
| 1925 | 485       | 76     | [ 22 ] |
| 1933 | 483       |        | [ 23 ] |
| 1939 | 474       |        | [ 23 ] |
| 1946 | 483       |        | [ 23 ] |
| 1950 | 501       | 84     | [ 8 ]  |
| 1952 | 490       |        | [ 23 ] |
| 1961 | 449       | 89     | [ 9 ]  |
| 1970 | 482       |        | [ 24 ] |

Ort Wickendorf
| Jahr      | 001818 | 001861 | 001871 | 001885 | 001900 | 001925 | 001950 | 001961 | 001970 | 001987 | 002012 |
| Einwohner | 244 *  | 320    | 358    | 241    | 320    | 477    | 493    | 433    | 464    | 466    | 405    |
| Häuser    | 47 *   |        |        | 64     | 59     | 74     | 83     | 87     |        | 122    |        |
| Quelle    | [ 7 ]  | [ 13 ] | [ 15 ] | [ 18 ] | [ 20 ] | [ 22 ] | [ 8 ]  | [ 9 ]  | [ 24 ] | [ 25 ] | [ 1 ]  |

Zwischen 2000 und 2012 hatte das Dorf einen Bevölkerungsrückgang von −18,2 Prozent.

## Religion
Wickendorf gehörte kirchlich von Anbeginn zur Pfarrei Teuschnitz. Am 5. April 1925 wurde ein Kirchenbauverein gegründet. Am l. September 1936 folgte der Baubeginn der Kirche nach Plänen von Fritz Fuchsenberger und am 13. Juni 1937 die Weihe der Rosenkranzkönigin-Kirche durch den Bamberger Erzbischof Johann Jakob von Hauck. Am 27. Januar 1938 wurde die Tochterkirchengemeinde Wickendorf eingerichtet und am 9. September 1941 die Filialkirche Wickendorf zur Kuratiekirche und Wickendorf mit Marienroth zur Kuratie Wickendorf–Marienroth erhoben. Die Orgel stellte 1948 G. F. Steinmeyer & Co. mit zwölf Registern auf zwei Manualen und Pedal auf. Das Glockengeläute besteht aus drei Glocken. In den Jahren 1950 bis 1952 wurde das Kuratenhaus mit Wirtschaftsgebäude gebaut. Der Kindergarten wurde von 1953 bis 1956 errichtet.
Neben dem ehemaligen Schulhaus steht eine typische Frankenwaldkapelle. Eine kleine Kapelle wurde zwischen 1813 und 1815 erbaut, die 1880 ein Neubau ersetzte. Der rechteckige, verschieferte Holzbau hat ein Satteldach mit einem weiß abgesetzten, profilierten Holzgesims. Der Sakralbau soll auf eine Stiftung der Bauern nach mehreren, schweren Unwettern zurückgehen, bei denen die gesamte Ernte vernichtet wurde.
Der Ort war bis zur ersten Hälfte des 20. Jahrhunderts rein katholisch. Eine katholische Bekenntnisschule gab es seit dem 19. Jahrhundert. Die zuständige evangelische Pfarrei ist die Martin-Luther-Kirche in Pressig.